# Par amour, par pitié
Clip vidéo
[vidéo] « Par amour, par pitié (live officiel, 1967) », sur YouTube
Par amour, par pitié est une chanson de Sylvie Vartan, sortie sur un EP en décembre 1966. En 1967, elle est incluse dans l'album 2'35 de bonheur.

## Développement et composition
La chanson est écrite par le parolier Gilles Thibaut et composée par Jean Renard.
À l'origine la chanson est écrite pour Johnny Hallyday, mais Sylvie Vartan ayant eu « le privilège » de l'écouter la première, convint les auteurs qu'elle lui était plus adaptée et s'appropria le titre.

## Performance commerciale
La chanson s'est classée n°8 en France et n°2 en Wallonie.

## Liste des pistes
EP 7" RCA 86187 M (1966)
A1. Par amour, par pitié (3:06)
A2. Noël sans toi (2:53)
B1. Quand un amour renaît (2:31)
B2. Garde-moi dans ta poche (2:27)

## Classements
| Classement (1967)                       | Meilleure position |
| --------------------------------------- | ------------------ |
| Belgique (Wallonie Ultratop 50 Singles) | 2                  |
| France                                  | 8                  |

## Reprises
La chanson est reprise en 2009, par Valérie Lemercier sur son album Madame Aime.